# 奧謝克
奧謝克（Osiek）是波蘭圣十字省斯塔舒夫县的一座城市。总面积17.42平方公里，海拔高度180米。2010年，有人口2,001人。建立于1430年，是該地區歷史最古老的城市。